# Þingvellir

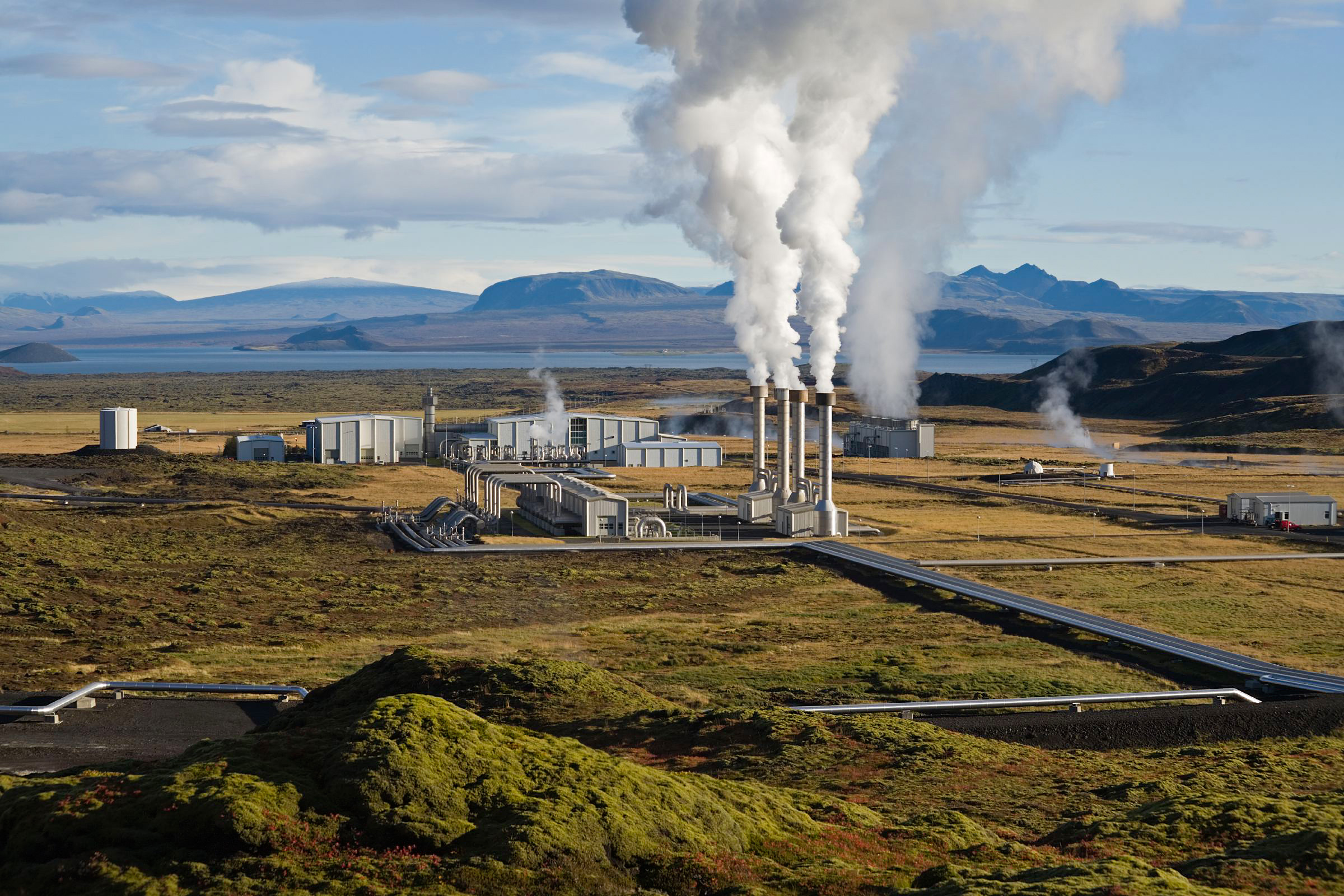
Eksploatacja złóż geotermalnych w Þingvellir

Þingvellir (wym. [ˈθiŋkˌvɛtlɪr̥], isl. þing – „parlament, thing”, vellir – „równina”) – obszar w południowo-zachodniej Islandii, położony kilkadziesiąt kilometrów na wschód od stolicy kraju Reykjaviku, na północnym brzegu największego islandzkiego jeziora Þingvallavatn.

## Historia
Miejsce to jest istotne dla historii Islandii, jako że właśnie tam w 930 po raz pierwszy zebrał się islandzki parlament Althing, stanowiący jedną z najstarszych instytucji parlamentarnych świata, która funkcjonuje do dziś. Althing obradował tutaj aż do końca XVIII wieku. W tym samym miejscu ogłoszono pełną niepodległość Republiki Islandii w dniu 17 czerwca 1944.
W 1928 utworzono na tym obszarze park narodowy, który w 2004 został wpisany na listę światowego dziedzictwa UNESCO. W 1970 w pożarze letniego domku rządowego w zginął tu premier Bjarni Benediktsson, wraz z żoną i czteroletnim wnukiem.

## Geologia
Obszar ten jest również bardzo interesujący ze względu na budowę geologiczną. Znajduje się on bowiem w miejscu, gdzie stykają się płyty tektoniczne eurazjatycka i północnoamerykańska. Stąd też obserwuje się tu znaczącą aktywność sejsmiczną i wulkaniczną. Powierzchnia ziemi poprzecinana jest licznymi szczelinami, wśród których największa tworzy głęboki wąwóz Almannagjá.

## Turystyka
Þingvellir zaliczany jest do głównych atrakcji turystycznych w ramach trasy turystycznej zwanej Złotym Kręgiem.

## Galeria obrazów

Þingvellir
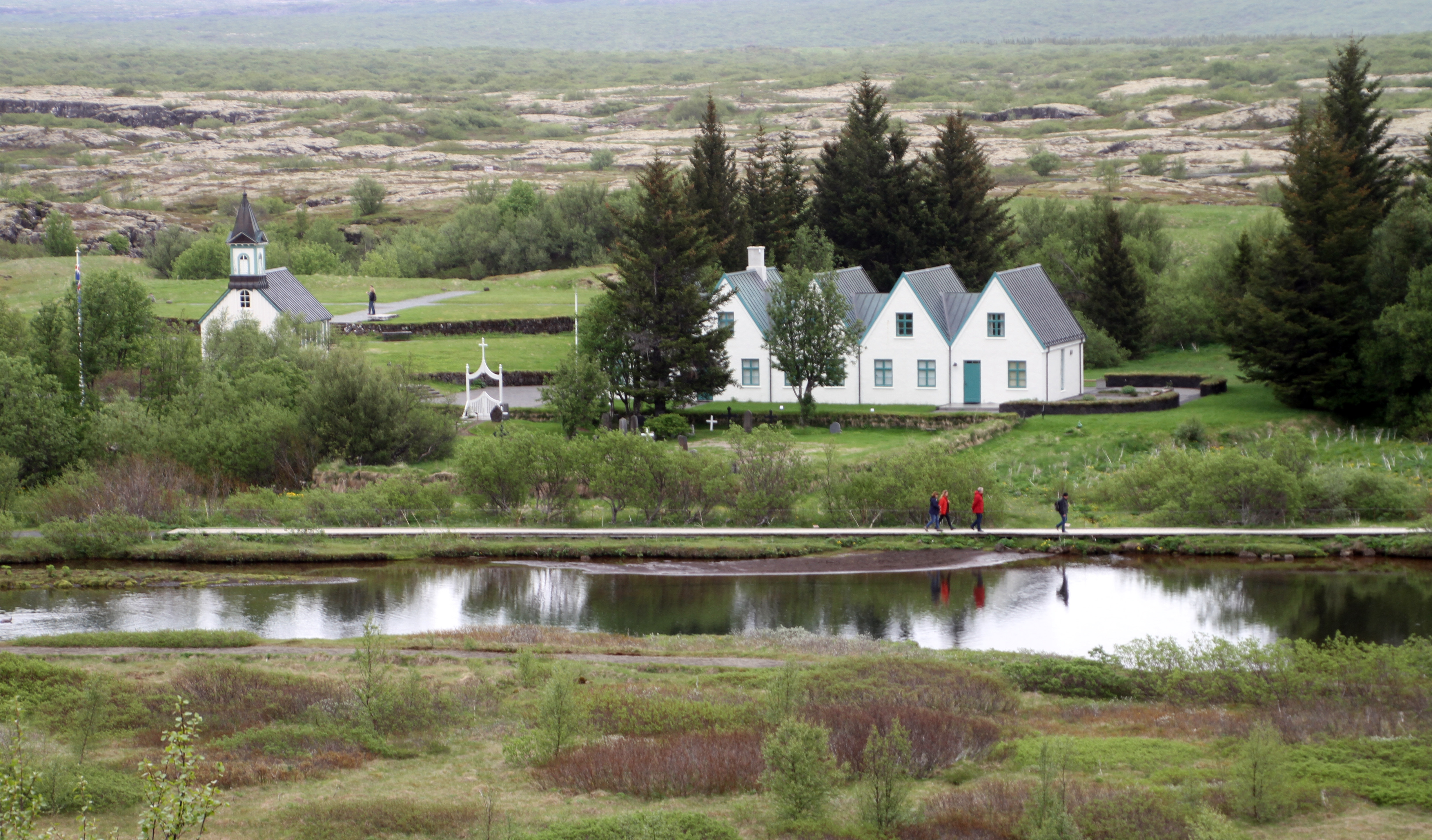
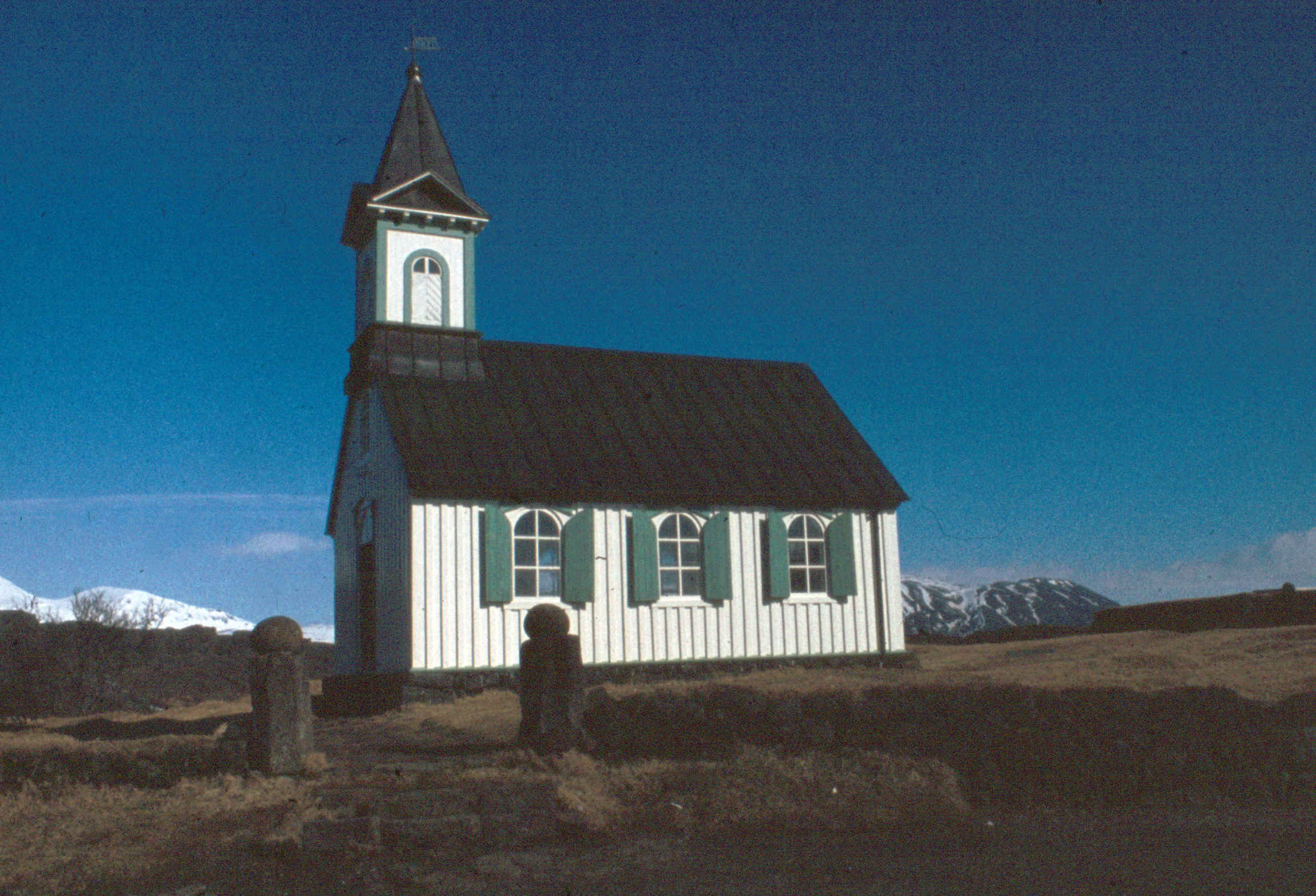
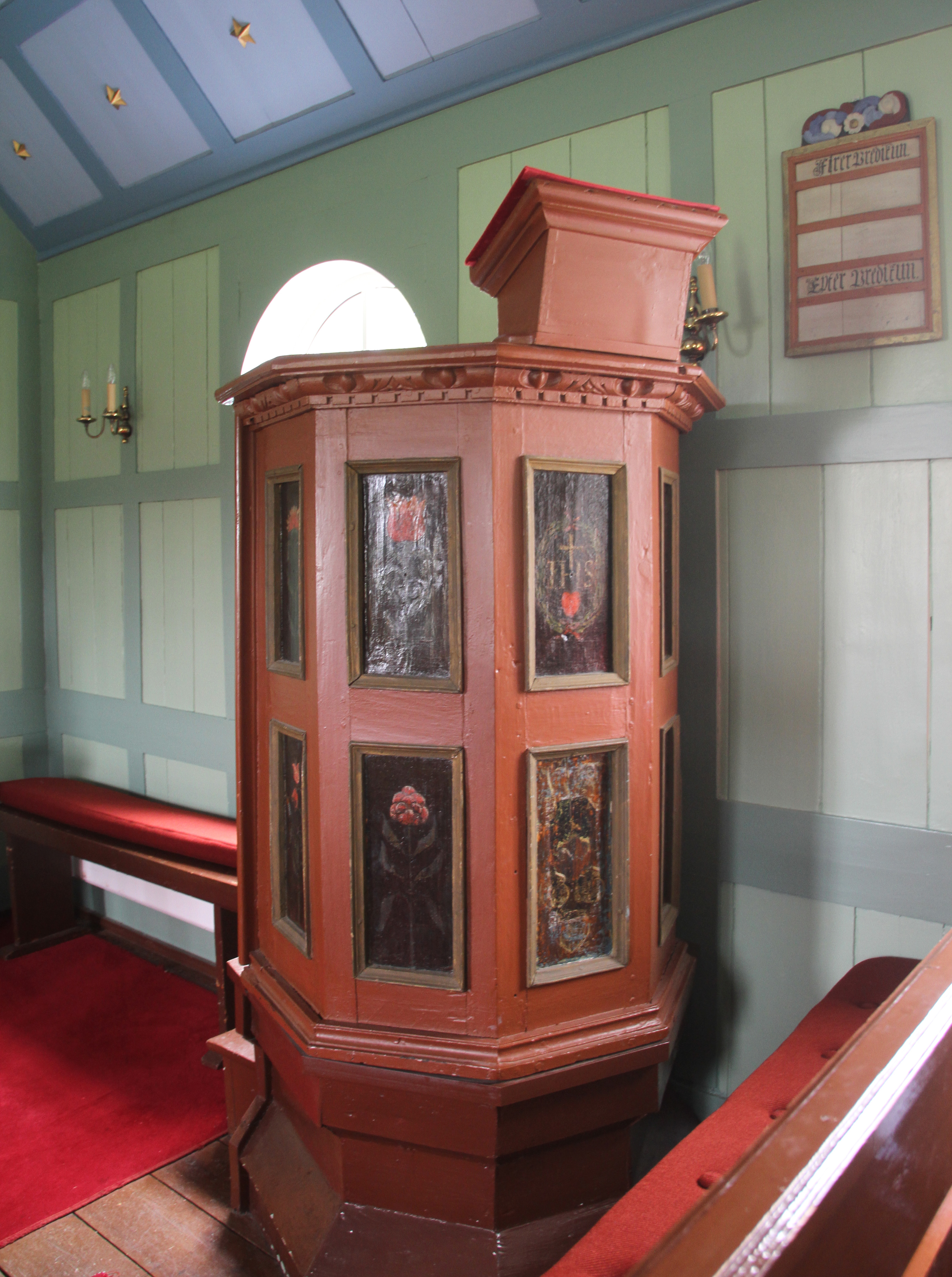
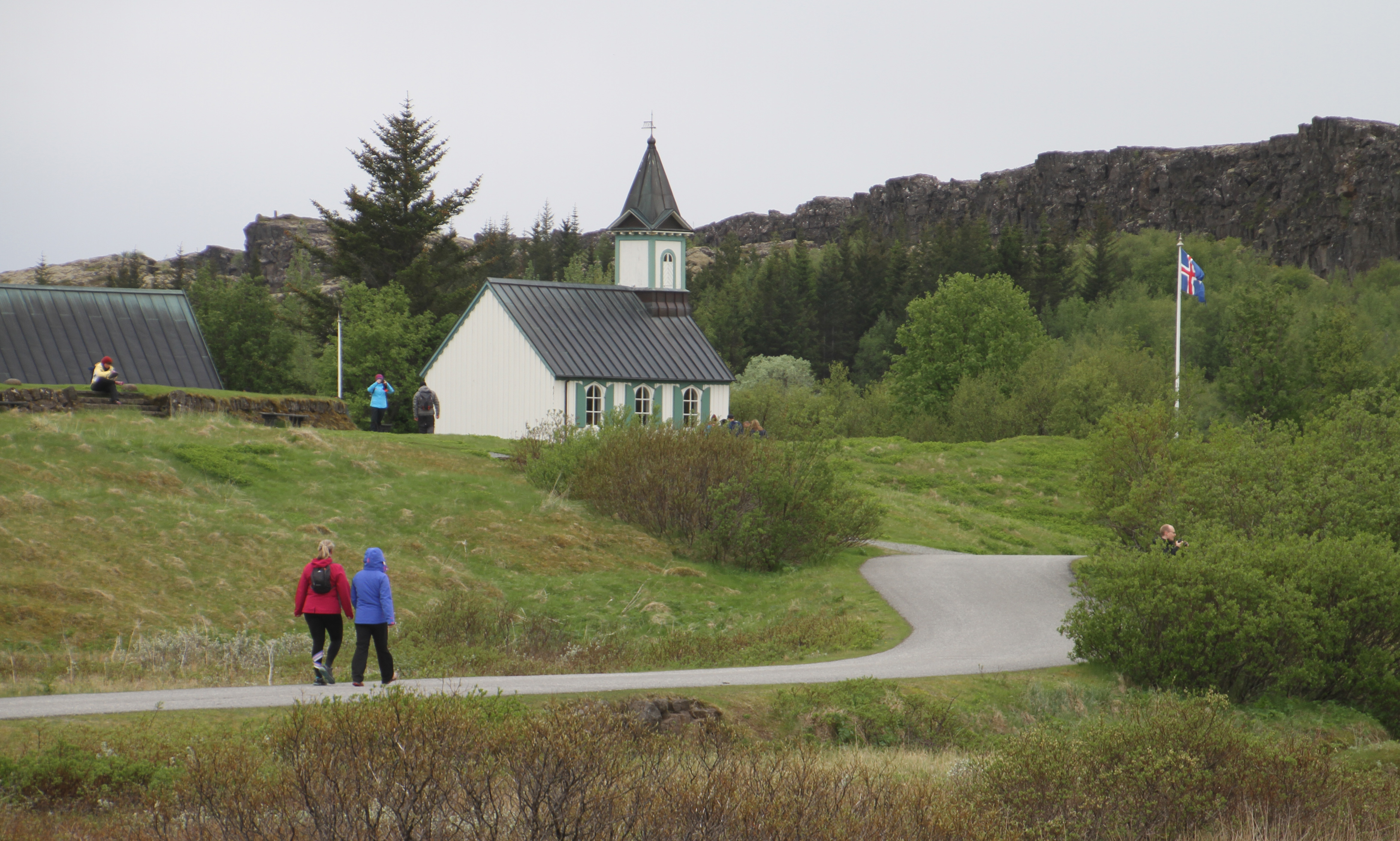
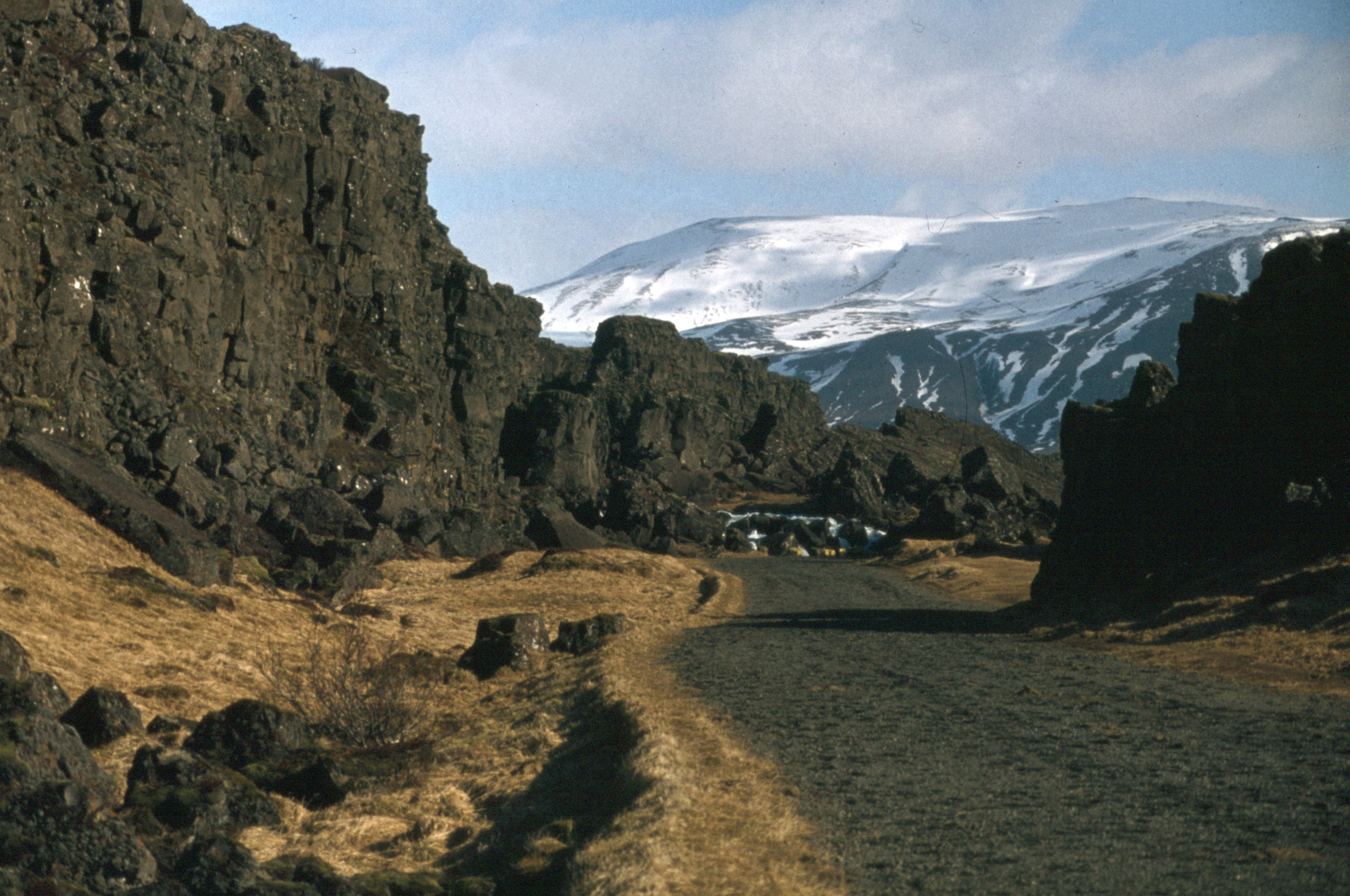
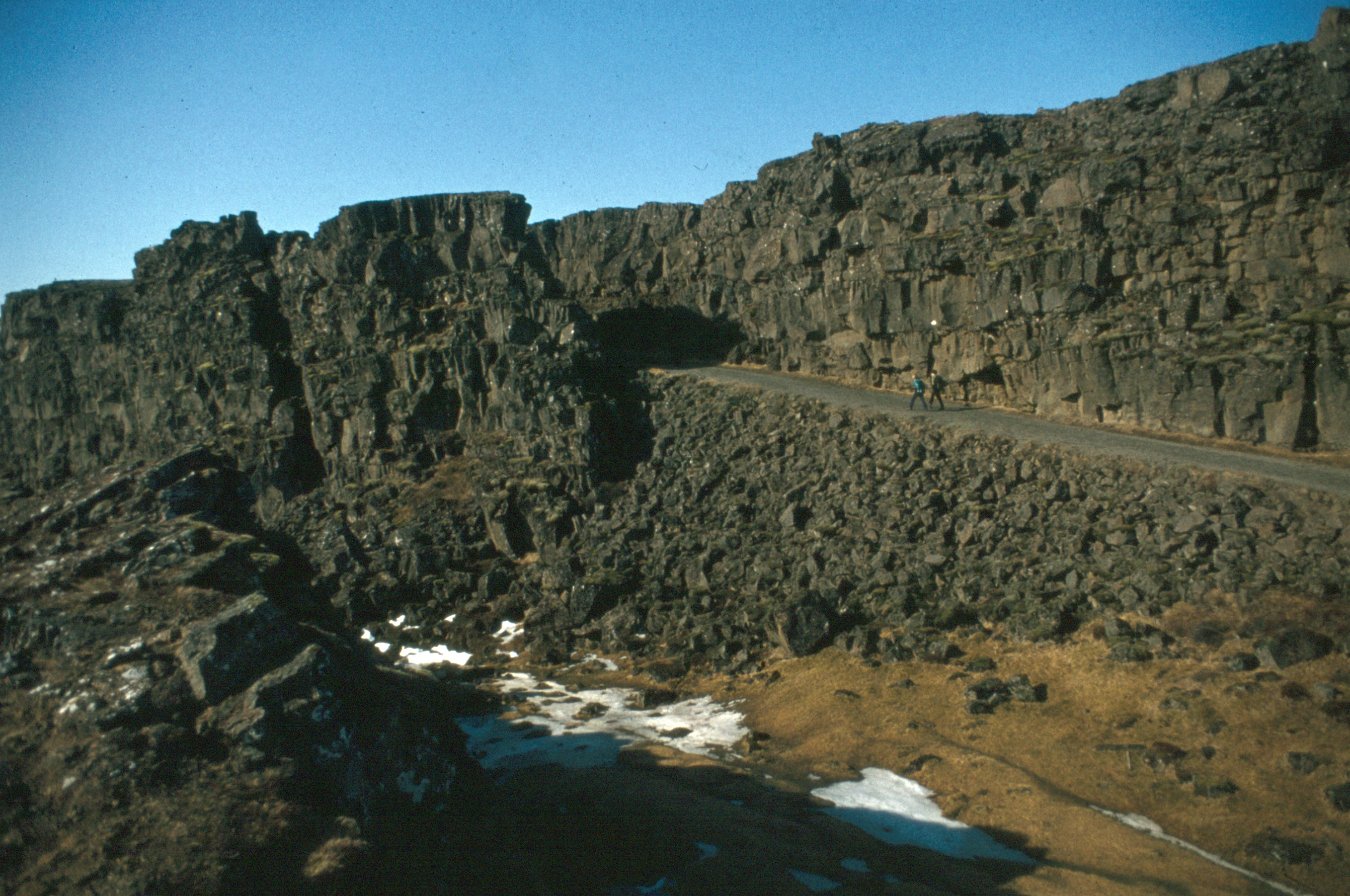
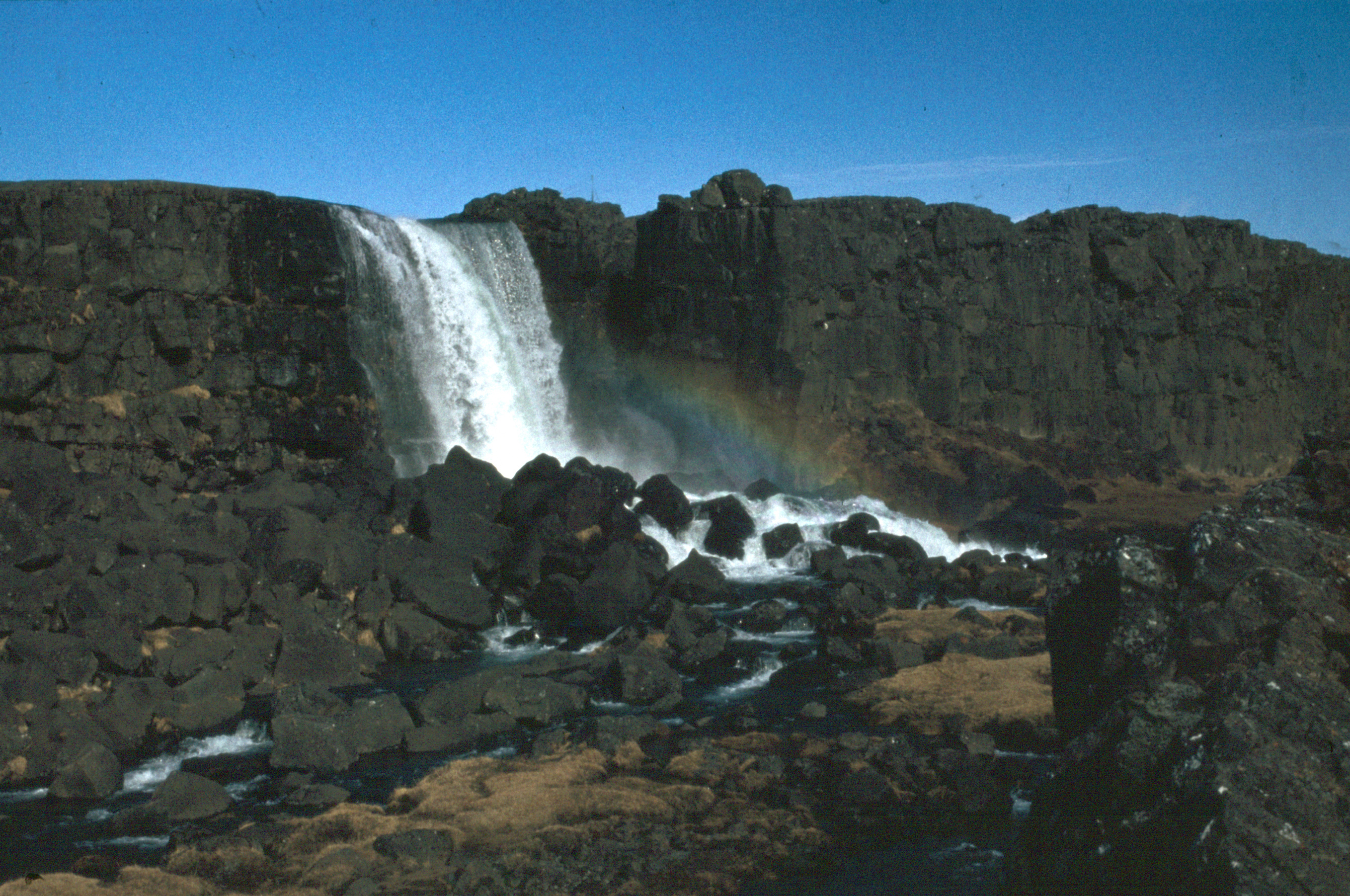
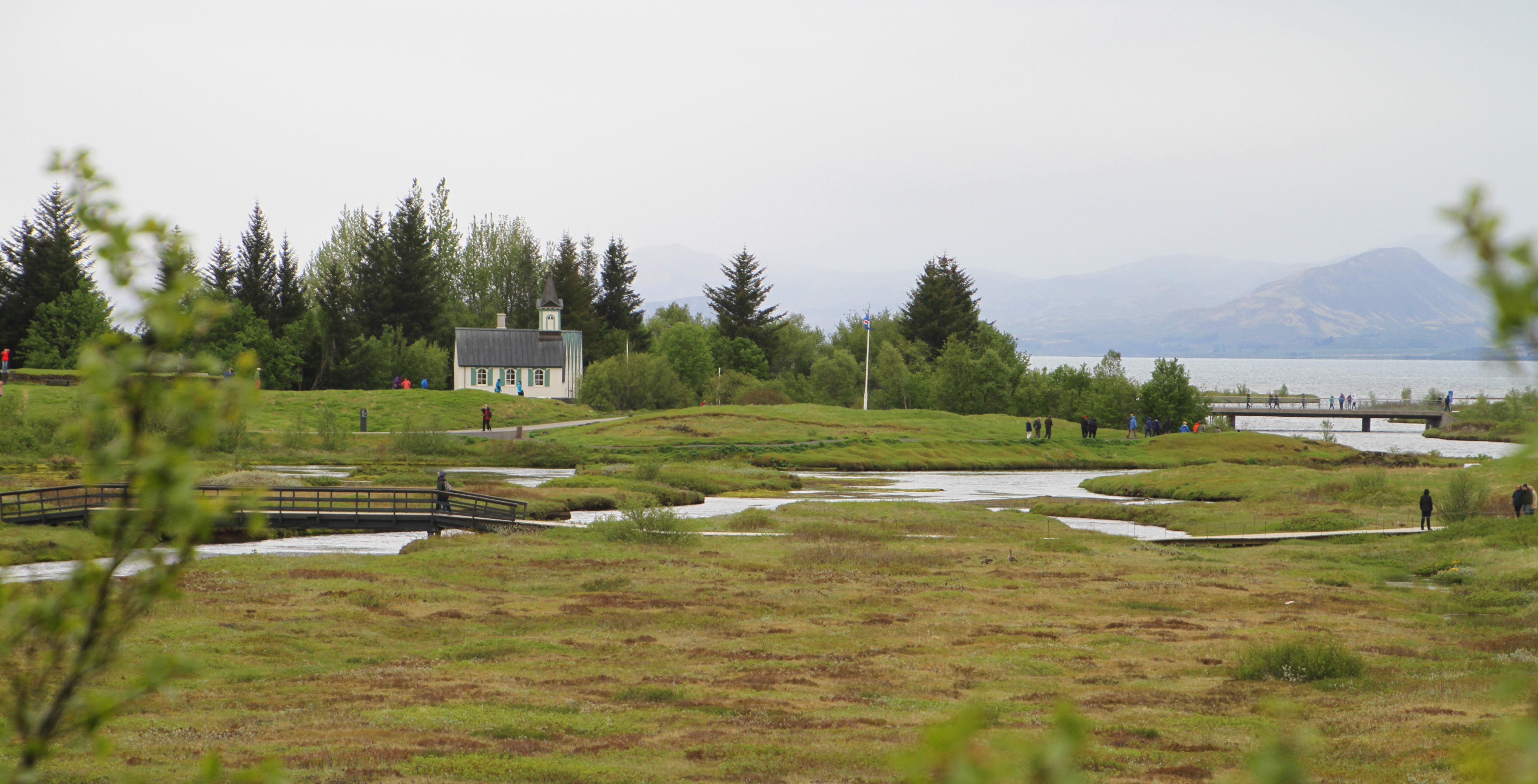